# Dolno Belotinți, Montana
Dolno Belotinți (în bulgară Долно Белотинци) este un sat în comuna Montana, regiunea Montana,  Bulgaria. 

## Demografie
Componența etnică a satului Dolno Belotinți
     Romi (7,14%)
     Bulgari (92,85%)
     Nicio identificare (0%)
     Altele (0%)
La recensământul din 2011, populația satului Dolno Belotinți era de 644 locuitori. Din punct de vedere etnic, majoritatea locuitorilor (92,85%) erau bulgari, cu o minoritate de romi (7,14%). Pentru 0,0% din locuitori nu este cunoscută apartenența etnică.